# Österreichischer Frauen-Fußballcup 1986/87
Der Österreichische Frauen-Fußballcup wurde in der Saison 1986/87 unter dem Namen ÖFB-Frauen-Fußball-Cup, ausgerichtet vom Wiener Fußball-Verband, zum 15. Mal ausgespielt. Den Pokal gewann zum sechsten Mal der USC Landhaus.

## Teilnehmende Mannschaften
Für den österreichischen Frauen-Fußballcup hätten sich anhand der Teilnahme der Ligen der Saison 1986/87 folgende 12(!!) Mannschaften, die nach der Saisonplatzierung der Frauen-Bundesliga 1985/86 und der Damenliga Ost 1985/86 geordnet sind, qualifiziert. Teams, die als durchgestrichen gekennzeichnet sind, nahmen am Wettbewerb aus diversen Gründen nicht am Wettbewerb teil oder sind zweite Mannschaften und spielten daher nicht um den Pokal mit. Weiters konnten noch Vertreter aus den anderen Bundesländern teilnehmen.
| Frauen-Bundesliga (8) | Damenliga Ost (4) | Meister oder Meistervertreter aus den anderen Bundesländern (0)                                                                   |
| --- | --- | --- |
| - 1. DFC Leoben (ST) - LUV Graz (ST) - USC Landhaus (W) (C) - Wiener Berufsschulen CA (W) - Union Kleinmünchen (OÖ) - DFC Ostbahn XI (W) - SC Brunn am Gebirge (NÖ) - ESV Stadlau/Kaisermühlen (W) | - DFC Heidenreichstein (NÖ) - USC Landhaus II (W) - ASV Vösendorf (W) - DFC Ostbahn XI II (W) - DFC Obersdorf (NÖ) (N) - SC Stetteldorf (NÖ) (N) | Es gibt keine Informationen über weitere Vertreter aus den Bundesländern, obwohl auch Bundesländer-Vereine startberechtigt wären. |
| Erläuterungen Länderkürzel: (B): Burgenland, (OÖ): Oberösterreich, (NÖ): Niederösterreich, (ST): Steiermark, (T): Tirol, (W): Wien                                                                 | | |

| (C) | amtierender Cupsieger 1985/86    |
| (A) | Absteiger der Saison 1986/87     |
| (N) | Neuaufsteiger der Saison 1986/87 |

## Turnierverlauf
Es liegen nur die Ergebnisse von ein paar Begegnungen vor dem Finale vor.
Finale

Das Finale wurde am Sportplatz Neunkirchen, Neunkirchen, Niederösterreich ausgetragen.
| Datum        |              | Ergebnis |               |
| ------------ | ------------ | -------- | ------------- |
| keine Angabe | USC Landhaus | 2:1      | 1. DFC Leoben |